# يوم في الحياة (أغنية)
يوم في الحياة (بالإنجليزية: A Day in the Life)‏، هي أغنية لفريق الروك الإنجليزي «البيتلز»، صدرت ضمن ألبوم الفريق لعام 1967، المسمى "فريق نادي الرقيب بيبر للقلوب الوحيدة Sgt. Pepper's Lonely Hearts Club Band"، وهي الأغنية الأخيرة في الألبوم. وضع الكلمات واللحن الثنائي جون لينون وبول مكارتني، وتعتبر الأغنية عالميًا أحد أفضل الأعمال وأكثرها أهمية في تاريخ الموسيقى الشعبية. وكلمات الأغنية التي كتبها لينون مستوحاة بشكل أساسي من مقالات الصحف المعاصرة.

## خلفية الأغنية
ألف جون لينون اللحن ومعظم الكلمات في منتصف يناير 1967، بعد ذلك بفترة وجيزة، قدم لينون الأغنية إلى بول مكارتني، الذي ساهم بكتابة الجزء الأوسط من الأغنية. قال لينون في حوار عام 1970 وهو يشرح كيفية التعاون بينه وبين مكارتني: "كنت أنا وبول نعمل معًا بالتأكيد، خاصةً في أغنية "يوم في الحياة"، الطرق التي كتبنا بها متنوعة، كنت أكتب الجزء الجيد، الجزء السهل والممكن مثل "قرأت الأخبار اليوم" أو أيًا كان، وعندما تصعب الأمور كنت أتوقف بدلاً من الإستمرار، ثم نلتقي ببعضنا البعض، وأغني نصفًا، وسيكون ذلك مصدر إلهام لبول لكتابة الجزء التالي والعكس صحيح، لقد كان بول خجولًا بعض الشيء حيال ذلك لأنني أعتقد أنه إعتقد إنها أغنية جيدة بالفعل، ولا مجال لتعديلها، كنا نعمل في غرفته على البيانو، يقول "هل نفعل هذا؟" وارد "نعم، لنفعل ذلك". وفقًا للناقد والمؤلف الموسيقي إيان ماكدونالد، إن الأغنية مدروسة بشدة من خلال إكتشافات لينون المستوحاة من عقار (إل إس دي LSD) المسمى عقار الهلوسة، بعد أن قاوم مكارتنى طويلًا إصرار لينون وجورج هاريسون على إنضمامه إليهما وأيضا رينجو ستار في تجربة العقار، وفي اواخر عام 1966 بدأ مكارتنى التعاطى، وكان لينون يريد تجربة التعاطى على البوم (الرقيب بيببر)، وأيضا إعادة التعاون بينه وبين مكارتنى الذي توقف لسنوات.

## كلمات الأغنية
قرأت الخبر اليوم، يا فتى I read the news today, oh boy
عن رجل محظوظ، حقق ما يسعى اليه About a lucky man who made the grade
وبالرغم من أن الأخبار كانت حزينة إلى حد ما And though the news was rather sad
حسنًا، كان علي فقط أن أضحك Well, I just had to laugh
رأيت الصورة I saw the photograph
فجر عقله في سيارة He blew his mind out in a car
لم يلاحظ أن الأضواء قد تغيرت He didn't notice that the lights had changed
وقف حشد من الناس وحدقوا A crowd of people stood and stared
لقد رأوا وجهه من قبل They'd seen his face before
لم يكن أحد متأكدًا حقًا مما إذا كان من مجلس اللوردات Nobody was really sure if he was from the House of Lords
شاهدت فيلم اليوم يا فتى I saw a film today, oh boy
الجيش الإنجليزي قد ربح للتو الحرب The English army had just won the war
حشد من الناس غادروا A crowd of people turned away
لكن كان علي فقط أن أنظر But I just had to look
لقد قرأت الكتاب Having read the book
أحب أن أنبهك I'd love to turn you on
إستيقظت، تركت السرير Woke up, fell out of bed
سحبت مشطًا عبر رأسي Dragged a comb across my head
وأخذت طريقي للأسفل وشربت فنجانًا Found my way downstairs and drank a cup
ونظرت، لاحظت أنني تأخرت And looking up, I noticed I was late
وجدت معطفي وأمسكت قبعتي Found my coat and grabbed my hat
إستقل الحافلة في ثوان Made the bus in seconds flat
سلكت طريقي للطابق العلوي ودخنت Found my way upstairs and had a smoke
تحدث أحدهم، وذهبت في حلم And somebody spoke and I went into a dream
آه قرأت الأخبار اليوم، يا فتى Ah I read the news today, oh boy
أربعة آلاف حفرة في بلاكبيرن، لانكشاير Four thousand holes in Blackburn, Lancashire
وعلى الرغم من أن الثقوب كانت صغيرة نوعًا ما And though the holes were rather small
كان عليهم عدهم جميعهم They had to count them all
إنهم يعرفون الآن عدد الثقوب اللازمة لملء قاعة ألبرت Now they know how many holes it takes to fill the Albert Hall
أحب أن أنبهك I'd love to turn you on

## تطور كلمات الاغنية
تارا براون
يقول الناقد الموسيقي تيم رايلي عن أغنية "يوم في الحياة A Day in the Life"، أن لينون يستخدم نفس إسلوب الكلمات الذي تم تقديمه في "حقول الفراولة للأبد Strawberry Fields Forever"، حيث تتيح الأغاني ذات الشكل الحر قدرًا أكبر من حرية التعبير وخلق «هدوء خارق للطبيعة». قال لينون: «كان الإلهام في أول مقطعين هو وفاة تارا براون، الوريث البالغ من العمر 21 عامًا لثروة غينيس والذي تحطمت سيارته في 18 ديسمبر 1966»، وكان براون صديقًا للينون ومكارتني، وهو من شجع مكارتني على عقار (إل إس دي). قام لينون بتكييف كلمات الأغنية من قصة نشرت في 17 يناير 1967 بصحيفة ديلي ميل، والتي نشرت عن حكم دعوى الحضانة على طفلي براون الصغيرين. خلال جلسة للكتابة في منزل مكارتني في شمال لندن، صقل لينون ومكارتني الكلمات باستخدام إسلوب (تقنية القطع Cut-up technique) التي روج لها ويليام بوروز. قال لينون: «أنا لم أنسخ الحادث، لم يفجر تارا عقله، ولكن كان ذلك في ذهني عندما كنت أكتب تلك الأبيات، لكن تفاصيل الحادث موجودة في الأغنية (عدم ملاحظة إشارات المرور وتجمع المارة في مكان الحادث) وكانت جزءًا من رواية الحادث»، وشرح مكارتني عن هذا الموضوع: " المقطع الذي يتحدث عن السياسي وهو يفجر عقله في سيارة كتبناه معًا، وقد نُسبت إلى تارا براون، وريث غينيس، ولا أعتقد ذلك، بالتأكيد بينما كنا نكتبها، لم أكن أنسبها إلى تارا في رأسي، ربما كان ذلك في ذهن جون، بينما كنت أتخيل في ذهني سياسيًا معارض للمخدرات، يتوقف عند إشارة المرور ولم يلاحظ أن الأضواء قد تغيرت، "فجر عقله«كان مجرد إشارة إلى المخدرات، لا علاقة له بحادث سيارة».  
4000 حفرة
كتب لينون المقطع الأخير للأغنية مستوحى أيضا من ديلي ميل التي ألهمته المقطع الأول،  تحت عنوان «الثقوب في طرقنا»، جاء في الخبر أن هناك 4000 حفرة في طريق بلاكبيرن بمدينة لانكشاير، وبتقسيم الحفر على عدد السكان يكون لكل شخص (واحد على ستة وعشرين من الحفرة)، وإذا كانت بلاكبيرن نموذج لباقي الدولة، إذن هناك مليوني حفرة في طرق بريطانيا، وأراد لينون ربط ما جاء في الخبر من إحصاء عدد الحفر، وجاء الحل من صديقة «تيري دوران» تاجر السيارات الذي قال أن عدد الحفر يكفي لملء قاعة البيرت الملكية (وهي رمز للندن في العصر الفيكتوري ومكان للحفلات الموسيقية يرتبط عادةً بعروض الموسيقى الكلاسيكية)

### ثقافة المخدرات
قال مكارتني عن جملة «أحب أن أنبهك»، والتي تختم مقطعي الأغنية: «لقد نظرت أنا وجون بعضنا البعض نظرة مدروسة... وكأننا نقول... آه، إنها أغنية مخدرات، أنت تعرف ذلك، أليس كذلك؟»، علق جورج مارتن، منتج البيتلز، بأنه كان يشتبه دائمًا في أن المقطع   «وسلكت طريقي للطابق العلوي ودخنت» كان إشارة إلى المخدرات، متذكراً كيف أن فريق البيتلز كان يختفي أحيانًا، على الأرجح لتدخين الماريجوانا، ولكن ليس أمامه، ويتذكر أن مكارتني صارحه بأن البوم «الرقيب بيبر» كان البوم مخدرات.

#### نقاط مرجعية أخرى
عزا المؤلف نيل سينيارد المقطع "الجيش الإنجليزي قد ربح للتو الحرب" إلى دور لينون في فيلم (كيف ربحت الحرب How I Won the War 1967) للمخرج ريتشارد ليستر، الذي صوره خلال شهري سبتمبر وأكتوبر 1966، قال سينارد: "من الصعب التفكير في ذلك المقطع دون ربطه تلقائيًا بفيلم ريتشارد ليستر. كانت الثمان سطور التي كتبها مكارتني في وسط الأغنية، عبارة عن قطعة بيانو قصيرة كان يعمل عليها بشكل مستقل، مع كلمات عن (مسافر يومي إلى العمل) يقوده روتينه الصباحي الهادئ إلى الانجراف إلى الحلم، وكان مكارتني قد كتب من قبل، مقال عن ذكريات حزينة عن سنوات شبابه، والتي تضمنت ركوب الحافلة رقم 82 إلى المدرسة، والتدخين، والذهاب إلى الفصل، هذا الموضوع عن شباب البيتلز في ليفربول، يطابق موضوع أغنية "بيني لين Penny Lane" (على أسم شارع في ليفربول)، وأغنية "حقول الفراولة للأبد Strawberry Fields Forever" (سميت على أسم دار الأيتام بالقرب من منزل طفولة لينون في ليفربول)، أغنيتان كتبت للألبوم ولكن بدلاً من ذلك تم إصدارهما في اسطوانة صغيرة.

## الهيكل الموسيقي والتطوير
بدأ فريق البيتلز في تسجيل الأغنية بعنوان "في حياة... In the Life of" في إستوديوهات "ايه ام أي EMI" في 19 يناير 1967، كان لينون يلعب البيانو، ومكارتني على أورغن هاموند، وهاريسون على الغيتار الصوتي (الإسباني)، ورينجو على طبول الكونغا، وقام الفريق بتسجيل أربع تجارب، ثم تحول لينون إلى الغيتار الصوتي ومكارتني إلى البيانو، وأصبح هاريسون يلعب الآن ماراكاس (الشخشيخة)، لم يكن الفريق متأكد من كيفية ملء حلقة الوصل (قنطرة Bridge) بين نهاية المقطع الثاني وبداية مقطع مكارتني ذو الثمانية سطور، وفي ختام جلسة التسجيل في 19 يناير، تألف الانتقال من كورد بسيط (Chord الكورد أو التآلف هو عزف عدة نغمات في نفس الوقت) متكرر للبيانو وصوت المساعد مال إيفانز وهو يعد المازورة (Bar هي وسيلة قياس الأزمنة، فقد تحتوي المازورة على 4 أزمنة (4 نوار) وتسمى المازورة الرباعية، وقد تحتوي المازورة على 3 أزمنة (3 نوار) وتسمى المازورة الثلاثية وهكذا)، تمت معالجة صوت إيفانز بكميات متزايدة من الصدى التدريجي ينتهى بقنطرة (فقرة الانتقال الموسيقية من شيء إلى شيء ثاني) مكون من مازورة طويلة 24 بار، بصوت المنبه الذي أطلقه إيفانز، على الرغم من أن الهدف الأصلي كان تعديل رنين المنبه، إلا أنه كان مكملاً لجزء مكارتني الذي يبدأ بعبارة «استيقظت، تركت السرير»، لذلك تم اتخاذ القرار بالحفاظ على صوت المنبه كما هو. تم تنقيح مع إعادة المزج وإضافة أجزاء إضافية في 20 يناير و 3 فبراير. خلال الجلسة الأخيرة، أعاد مكارتني وستار تسجيل مساهماتهما على الإيتار والطبول، وسلط ستار لاحقًا الضوء على أعماله في الأغنية على أنها نموذجية: «أحاول أن أصبح آلة موسيقية؛ أعزف مزاج الأغنية، على سبيل المثال، أربعة آلاف حفرة في بلاكبيرن، لانكشاير.. بوم با بوم.. أحاول إظهار ذلك المزاج المحبط»، كما هو الحال في أغنية عام 1966 "مطر Rain" حيث إعتبر الصحفي الموسيقي بن إدموندز أن عزف رينجو يعكس تعاطفه مع تأليف أغاني لينون حسب وصف إدموندز، ويجسد قرع الطبول في «يوم في الحياة» انجرافًا مخدرًا وغامضًا ومدهشًا دون إغفال دوره الإيقاعي.

### الاوركسترا
تعكس الأجزاء الأوركسترالية في الأغنية إهتمام لينون ومكارتني بأعمال الملحنين الطليعيين أو التجريبين (Avant-garde) مثل الألماني كارلهاينز شتوكهاوزن (1928 – 2007) المعروف بأعماله الرائدة في الموسيقى الإلكترونية، والعفوية المنظمة، لملء المازورة وسط الأغنية ذات 24 بار، كان طلب لينون إلى جورج مارتن أن تقدم الأوركسترا بناءًا هائلاً، من لا شيء إلى شيء يشبه نهاية العالم تمامًا، واقترح مكارتني أن يرتجل الموسيقيون على المقطع، ولتهدئة المخاوف من أن الموسيقيين المدربين تدريباً كلاسيكياً لن يكونوا قادرين على القيام بذلك، كتب مارتن لحن فضفاض لهذا الجزء، باستخدام نفس الإيقاع الموجود في نغمة لينون المتداخلة على الكلمات وهو يقول "أحب أن أنبهك"، وكانت النتيجة منطقة موسيقية رحبة شجعت الموسيقيين على الإرتجال ضمن الإطار المحدد. تم تسجيل الجزء الأوركسترالي في 10 فبراير 1967 في (إستوديو وان Studio One) بشركة (ايه ام أي EMI Studios) بمشاركة أوركسترا مكون من 40 عازف، وإكتملت جلسة التسجيل بتكلفة إجمالية قدرها 367 جنيهًا إسترلينيًا (ما يعادل 6710 جنيهًا إسترلينيًا في عام 2019) للعازفين، وهو إسراف في ذلك الوقت، وقال مارتن فيما بعد، انه شرح لحنه طويلًا للأوركسترا: " ما فعلته هنا هو كتابة أقل نوتة ممكنة لكل آلة في الأوركسترا، في نهاية المازورة ذات ال24 بار، كتبت أعلى نوتة بالقرب من (Chord of E major)  بالطبع، نظروا إلي جميعًا كما لو كنت مجنونًا تمامًا.
أراد مكارتني في الأصل أوركسترا مكون من 90 عازف، كان هذا مستحيل، وبدلاً من ذلك، تم تسجيل المقطع شبه المرتجل عدة مرات، وملء جهاز التسجيل بأربعة شرائط منفصلة ليتم دمجهم إلى شريط واحد، كانت النتائج ناجحة، وفي التعديل الأخير للأغنية، يتم إعادة الجسر الأوركسترالي ما بعد المقطع الأخير. إستضاف فريق البيتلز بعض النجوم في جلسة تسجيل الأوركسترا (في ستينيات القرن الماضي  كان هذا يسمى الحدث: هو أداء أو حدث وعادة ما يكون أداء فني)، من بين الضيوف: ميك جاغر، وماريان فيثفول، وكيث ريتشاردز، وبريان جونز، ودونوفان، وباتي بويد، ومايكل نسميث وآخرين، تم تصوير الحدث لإستخدامه في عرض تلفزيوني خاص لم يتحقق أبدًا. مما يعكس ذوق فريق البيتلز للتجريبية والطليعية، فقد طُلب الفريق من لاعبي الأوركسترا إرتداء ملابس رسمية ثم أعطيت قطعة تنكرية لكل عازف على النقيض من هذا الزي أدى ذلك إلى إرتداء لاعبين مختلفين لأي شيء من أنوف مزيفة إلى حلمات لاصقة مزيفة. يتذكر مارتن أن عازف الكمان الرئيسي كان يرتدي مخلب غوريلا، بينما وضع عازف الباسون (من آلات النفخ) بالونًا في نهاية آلته. في نهاية الليل، قام فريق البيتلز الأربعة وبعض ضيوفهم باضافة صوت همهمة ممتد لإغلاق الأغنية (وهي فكرة تجاهلوها لاحقًا ولم تضاف للأغنية). وفقًا لمؤرخ فريق البيتلز مارك لويسون، فإن الأشرطة من جلسة الأوركسترا هذه في 10 فبراير تكشف عن إقتحام الضيوف للتصفيق بعد المقطع الأوركسترالي الثاني، من بين موظفي (EMI) الذين حضروا الحدث ، تذكر أحدهم كيف صُدم رون ريتشاردز، منتج فريق الهوليز، بالموسيقى التي سمعها؛ وجلس ورأسه بين يديه، قائلاً: «أنا فقط لا أصدق ذلك ... أنا أستسلم». أعلن جورج مارتن لاحقًا رأيه في جلسة الأوركسترا حيث قال: «جزء من عقلي يقول نحن متساهلون مع أنفسنا قليلاً هنا، ويقول الجزء الآخر من عقلي .. هذا شيء رائع».

#### الكورد الأخير (تآلف النغمات الأخير)
بعد التصعيد الأوركسترالي الأخير، تنتهي الأغنية بواحد من أشهر الكوردات النهائية في تاريخ الموسيقى، تمت إضافة هذا الكورد فوق ما تم تسجيله من أصوات الغناء في 10 فبراير، خلال جلسة في إستوديو 2 التابع لشركة (EMI) في 22 فبراير. شارك لينون ومكارتني وستار وإيفانز بالعزف على ثلاث آلات بيانو مختلفة، بالإضافة لجورج مارتن على أرغن، وجميعهم يعزفون على كورد (E-major chord) في نفس الوقت،  وقرب النهاية كان مستوى التسجيل مرتفعًا جدًا بحيث يمكن للمستمعين سماع أصوات الإستوديو، بما في ذلك حفيف الأوراق وصرير الكراسي. علق المؤلف جوناثان جولد على «يوم في الحياة»، وهو يصف الكورد الأخير بأنه «تأمل مدته أربعون ثانية، يترك كل فرد من الجمهور يستمع بنوع جديد من الإهتمام والوعي لصوت غير محدد». حضر الجلسة ديفيد كروسبي من فريق البيردز، ويتذكر رد فعله على سماع الأغنية المكتملة فيقول: «يا رجل، لقد كنت مثل قطعة قماش مهملة، كنت على الأرض، إستغرق الأمر مني عدة دقائق لأتمكن من التحدث بعد ذلك». بسبب تكرار العزف لإتقان نشاز الأوركسترا في الجزء الأخير، كان إجمالي الوقت المستغرق في تسجيل «يوم في الحياة» 34 ساعة، على النقيض من ذلك، تم تسجيل الألبوم الأول لفريق البيتلز (من فضلك اسعدني Please please Me) بالكامل في 10 ساعات و 45 دقيقة فقط.

## حظر الأغنية في محطة اذاعة البي بي سي
أصبحت الأغنية مثيرة للجدل بسبب إشاراتها المفترضة إلى المخدرات، ولهذا منعت إذاعة البي بي سي، الإذاعي «كيني إيفريت» من بثها في برنامجه، وأعلنت أنها لن تبث الأغنية بسبب عبارة «أحب أن أنبهك»، والتي تدعو إلى تعاطي المخدرات، تشمل الكلمات الأخرى المحظورة لأنها تشير إلى المخدرات «سلكت طريقي للطابق العلوي ودخنت / تحدث أحدهم  وذهبت في حلم»، وصرح متحدث باسم هيئة الإذاعة البريطانية فقال: «لقد إستمعنا إلى هذه الأغنية مرارًا وتكرارًا، وقررنا أنها تبدو بعيدة جدًا عن بثها، ويمكن أن تشجع على إتخاذ موقف متساهل تجاه تعاطي المخدرات»، بينما نفى لينون ومكارتني وجود إشارات إلى المخدرات في الأغنية، وإشتكيا علنًا من الحظر في حفل عشاء في منزل مديرهما، برايان إبستين، إحتفالًا بإصدار الألبوم، قال لينون إن الأغنية كانت ببساطة تدور حول «حادث سيارة وضحيته»، ووصف السطر المعني بأنه «أكثر العبارات براءة»، قال مكارتني في وقت لاحق دفاعا عن جملة «أحب أن أنبهك»: «ما نريده هو تحويلك إلى الحقيقة بدلاً من المخدرات»، ومع ذلك، إنضم البيتلز إلى ثقافة المخدرات في بريطانيا من خلال الدفع (بتحريض من مكارتني) بإعلان على صفحة كاملة في صحيفة التايمز، حيث شجبوا مع 60 موقعًا آخر القانون ضد الماريجوانا ووصفوه بأنه غير أخلاقي، من حيث المبدأ وغير عملي في الممارسة، بالإضافة إلى ذلك، أكد مكارتني لمراسل شبكة (آي تي إن ITN Independent Television News)، في 19 يونيو، بالإضافة إلى تصريحه في مقابلة مع مجلة لايف الأمريكية، إنه تعاطى عقار الهلوسة، ووصفت الصحافة البريطانية بأنه «اعتراف مهمل»، وأدى إلى إدانة مكارتني، مما أضاف المزيد إلى الغضب الناجم عن نشر ملاحظة لينون التي قال فيها «نحن أكثر شعبية من يسوع» في الولايات المتحدة في عام 1966. تم رفع حظر بي بي سي على الأغنية في نهاية المطاف في 13 مارس 1972.

## إستقبال الأغنية
الكاتب والموسيقي نيكولاس شافنر كتب في كتابه «البيتلز إلى الأبد» الصادر عام 1977: «لم تتم محاولة إنتاج أي شيء مثل» يوم في الحياة«من قبل في مجال الموسيقى الشعبية من حيث استخدام الديناميكيات وحيل الإيقاع وتأثير الاستريو، والإختلاط الرائع بين مشاهد من الحلم والواقع والظلال بينهما، الأغنية مثيرة للذاكرة البصرية لدرجة أنها تبدو مثل فيلم أكثر من كونها مجرد أغنية، إلا أن الصور كانت كلها في رؤوسنا». وصف ريتشارد غولدشتاين من صحيفة نيويورك تايمز الأغنية بأنها «رحلة جادة رائعة في الموسيقى الإنفعالية مع قصيدة غنائية تقشعر لها الأبدان، وتقف كواحدة من أهم مؤلفات لينون مكارتني، وهي حدث تاريخي في مجال موسيقى البوب»، وأجرى غولدشتاين مقارنات بين كلمات الأغنية وأعمال الشاعر «ت. س. إليوت»، وبين موسيقى الأغنية وموسيقى فاجنر. في إستطلاع أجراه نقاد الموسيقى المعاصرة والذي نشرته مجلة «جاز وبوب»، فازت أغنية «يوم في الحياة» كأفضل أغنية بوب وأفضل توزيع. قال عالم الموسيقى والتر إيفريت أن «يوم في الحياة» هي أفضل أغاني الألبوم، فهي تقرب الغموض والشاعرية للموضوعات الجادة التي تجتمع معًا في رسالة مباشرة كبيرة لمستمعيها، تجسيدًا للمثالية المركزية التي كان فريق البيتلز يعمل لإظهارها وهي: أنه يمكن الحصول على حياة ذات معنى حقًا، فقط عندما يكون المرء على دراية بذاته ومحيطه ويتغلب على الوضع الراهن. يصف كاتب سيرة البيتلز فيليب نورمان الأغنية بأنها تحفة فنية. وصف بول جروشكين الأغنية، في كتابه "السيارات والناس الذين صنعوا موسيقى الروك  The Cars and People That Made Rock Roll" الصادر عام 2006، كتب: " "واحد  هي من أكثر الأعمال طموحًا وتأثيرًا ورائدة في تاريخ موسيقى البوب«، وقال عالم الموسيقى جون كوفاتش:» واحدة من أهم المقطوعات الموسيقية الفردية في تاريخ موسيقى الروك؛ نحن نتم سماعها في أربع دقائق وخمس وأربعين ثانية فقط ... من المؤكد أنها من بين أقصر المقاطع الملحمية«، وكتب الصحفي الموسيقي» ميكال جيلمور«من مجلة» الرولنج ستون«، في الذكرى الخمسين لصدور البوم الرقيب بيببر:» أن أغنية «يوم في الحياة»، وأغنية "من خلالك، بدونك Within You without You" لجورج هاريسون، هما الأغنيتان الوحيدتان في الألبوم اللتان تتجاوزان إرث الالبوم، مثل جشطالت (نظرية تقول أن أحيانا يكون الكل أكبر من مجموع الأجزاء)، وإستشهد تيم دي ليسلي في مقال نشره في مجلة النيوزويك عام 2017، بما قام به الثنائي «كريس سميث» وزميله طالب الفنون «فريدي ميركوري» (1946 – 1991) ورئيس فريق كوين، فقد كتبوا أجزاء صغيرة من الأغاني التي ربطوها معًا لتكون أغنيتهم الشهيرة "بوهيميان رابسودي Bohemian Rhapsody" تيمنًا بما فعله (لينون ومكارتني) في  «يوم في الحياة». قال جيمس أ. مورر (كاتب ومهندس موسيقى الكومبيوتر) أنه أخذ الهامة من أغنية  «يوم في الحياة» ومن مقطوعة " فوغا في سلم سي صغير A fugue in B minor" للموسيقار يوهان سباستيان باخ (أحد أكبر عباقرة الموسيقى الكلاسيكية)، ليضع العلامة التجارية الصوتية التي أنشأها (النوتة العميقة Deep Note) لشركة الأفلام الأمريكية (THX Film Company)، كما ألهم الكورد الأخير للأغنية مصمم الصوت جيم ريكيس ليقوم بوضع تناغم بدء تشغيل كومبيوترات آبل ماكنتوش.
تظهر أغنية «يوم في الحياة» في قوائم كثيرة للأغاني المميزة:
وتحتل المركز الثاني كأفضل أغنية لفريق البيتلز بعد أغنية "في حياتي  In My Life"
تحتل المرتبة الأولى في قائمة مجلة كيو Q لأعظم 50 أغنية بريطانية في كل العصور  
تتربع الأغنية على قمة قائمة مجلة مرشح موجو Mojo filter لأفضل 101 من أغاني البيتلز، وفقًا لما قررته لجنة من الموسيقيين والصحفيين
ترشحت الأغنية لنيل جائزة جرامي لعام 1967 كأفضل توزيع موسيقي مصاحب لغناء أو عزف
صنفتها مجلة رولينج ستون في المرتبة 26 في قائمة أعظم 500 أغنية في كل العصور، ورقم 28 في قائمة منقحة في العام 2011، واعتبرتها في سنة 2010 أعظم أغاني البيتلز.
تم إدراج الأغنية في المرتبة الخامسة في قائمة أعظم 200 أغنية في الستينيات لبيتشفورك ميديا Pitchfork (ناشر للموسيقى الأمريكية على الإنترنت)
وفقًا لموقع (اكلايمد ميوزك Acclaimed Music) فهي ثالث أكثر الأغاني شهرة في تاريخ الموسيقى الشعبية
فازت في استطلاع رأي نقاد الموسيقى المعاصرة الذي نشرته مجلة مجلة الجاز والبوب Jazz & Pop بلقب أفضل أغنية بوب وأفضل توزيع بوب
إرث الاغنية
تم بيع الأوراق المسجل عليها كلمات الاغنية الاصلية بخط يد جون لينون،  وهي ملكية «مال إيفانز» (مهندس ومنتج أسطوانات ومدير مواهب وملحن بريطاني توفى 1976) في مزاد علني في دار سوثبيز للمزادات بلندن مقابل مائة الف دولار، وإعيد بيع نفس الأوراق عام 2006 في بونهامز (دار مزادات دولية مملوكة للقطاع الخاص) في نيويورك حيث بدأت العروض بحوالي مليوني دولار، ثم يتم بيع ورقة كلمات الأغنية بالمزاد العلني مرة أخرى عام 2010 من قبل دار سوثبيز للمزادات، ليشتريها أمريكي مجهول بمبلغ 1200000 دولار، قام مكارتني بأداء الأغنية في معظم عروضه الحية منذ جولته عام 2008، يتم لعبها في مزيج مع "أعط السلام فرصة  Give peace a chance"

### إصدارات مختلفة للأغنية
تم تسجيل الأغنية من قبل العديد من الفنانين الآخرين، ولا سيما من قبل جيف بيك في ألبوم جورج مارتن الصادر 1998 تحت عنوان "في حياتي In My Life"، والذي تم استخدامه في فيلم "عبر الكون Across the Universe" وهو فيلم موسيقي أمريكي لعام 2007 يحتوي على 33 مؤلفة لفريق البيتلز، وأيضا استخدم جيف بيك هذا الألبوم في العرض الذي قدمه في البرنامج التلفزيوني "هذا الأسبوع Jeff Beck  performing This Week"، وكان سبب فوزه بجائزة الجرامي عن أفضل أداء لموسيقى الروك لعام  2010. أصدر عازف الجيتار «ويس مونتغمري» نسخة لأغنية «يوم في الحياة» ضمن ألبومه الذي يحمل نفس الاسم في عام 1967، بطريقة موسيقى الجاز السلسة، وبأسلوب الأوكتاف الذي تميز بها مونتغمري، مع المرافقة الوترية، تضمن الألبوم أيضًا نسخته من "إليانور ريجبي Eleanor Rigby" لفريق البيتلز، والتسجيل هو واحد من أغنيات مونتغمري المشهورة وصعد هذا الألبوم إلى المركز الثالث عشر في قوائم البيل بورد. أصدر أوركسترا لندن السيمفوني نسخة من الأغنية أوركستراليًا في عام 1978 ضمن ألبوم موسيقى الروك الكلاسيكي: الحركة الثانية Classic Rock: The Second Movement. قام فريق "البي جيز Bee Gees" بغناء نسختهم من الأغنية في فيلم عام 1978 «فرقة نادي الرقيب بيبر للقلوب الوحيدة»، وصدرت أغنية «يوم في الحياة» على إسطوانة تحمل على الوجه الآخر أغنية البيتلز "رجل اللامكان Nowhere Man"، التي تضمنها الفيلم أيضا.
استخدم نجم الغناء البريطاني ديفيد بوي كلمات من الأغنية «سمعت الخبر اليوم يا فتى!» في أغنيته عام 1975 "الشباب الأمريكيون Young American"، كما ظهر لينون مرتين في ألبوم بوي حيث لعب الإيتار وإشترك في الغناء المساعد، استخدم «بوب ديلان» نفس الكلمات «سمعت الخبر اليوم يا فتى!» في أغنية كتبها ديلان في ذكرى لينون تحت عنوان "واصل يا جون Roll on John" وضمنها ألبومه "عاصفة Tempest" عام 2012. قدم الأغنية أيضا المغني «ستينج» مسجلة من على المسرح وتضمنها البوم «الرجل المدمر» Demolition Man لعام 1993. 

## طاقم العزف
جون لينون: غناء رئيسي / جيتار أكوستيك / بيانو (في الكورد الأخير)
بول مكارتني: غناء رئيسي (الثمانية الوسطى) / بيانو / جيتار باص
جورج هاريسون: ماراكاس (الشخشيخة)
رينجو ستار: الطبول والكونجاس والبيانو (في الكورد الأخير)
موسيقيين اضافيين
مال ايفانز: جرس منبه / عد / بيانو (في الكورد الأخير)
جورج مارتن: توزيع الموسيقى / اورغن (هارمونيم في الكورد الأخير)
كمان: 13 عازف
كمان متوسط: 4 عازفين
تشيلو: 4 عازفين
الكونتراباص: 2 عازفين
هارب: جون مارسون
اوبوا: روجر لورد
كلارينت: باسيل تشيكوف وجاك بريمار
باصون: الفريد واترز ون فاوست
فلوت: كليفورد سفيل ودافيد ساندمان
بوق فرنسي: آلان سفيل ونيل ساندرز
ترمبيت: 3 عازفين
ترمبون: 3 عازفين
بوق: مايكل بارنيز
دف: تريستان فرى
الرق: ماريجك كوجر

## وصلات خارجية
https://www.beatlesbible.com/songs/a-day-in-the-life/ يوم في الحياة (أغنية)
https://www.thebeatles.com/song/day-life يوم في الحياة (أغنية)
http://www.rock-songs.com/songfacts/day-in-life-beatles.html يوم في الحياة (أغنية)
https://core.ac.uk/download/pdf/33193469.pdf يوم في الحياة (أغنية)
http://beatlesnumber9.com/fact.html يوم في الحياة (أغنية)
https://www.songfacts.com/facts/the-beatles/a-day-in-the-life#:~:text=The%20beginning%20of%20this%20song,holes%20in%20the%20roads%20of يوم في الحياة (أغنية)